# Hochzeitshaus

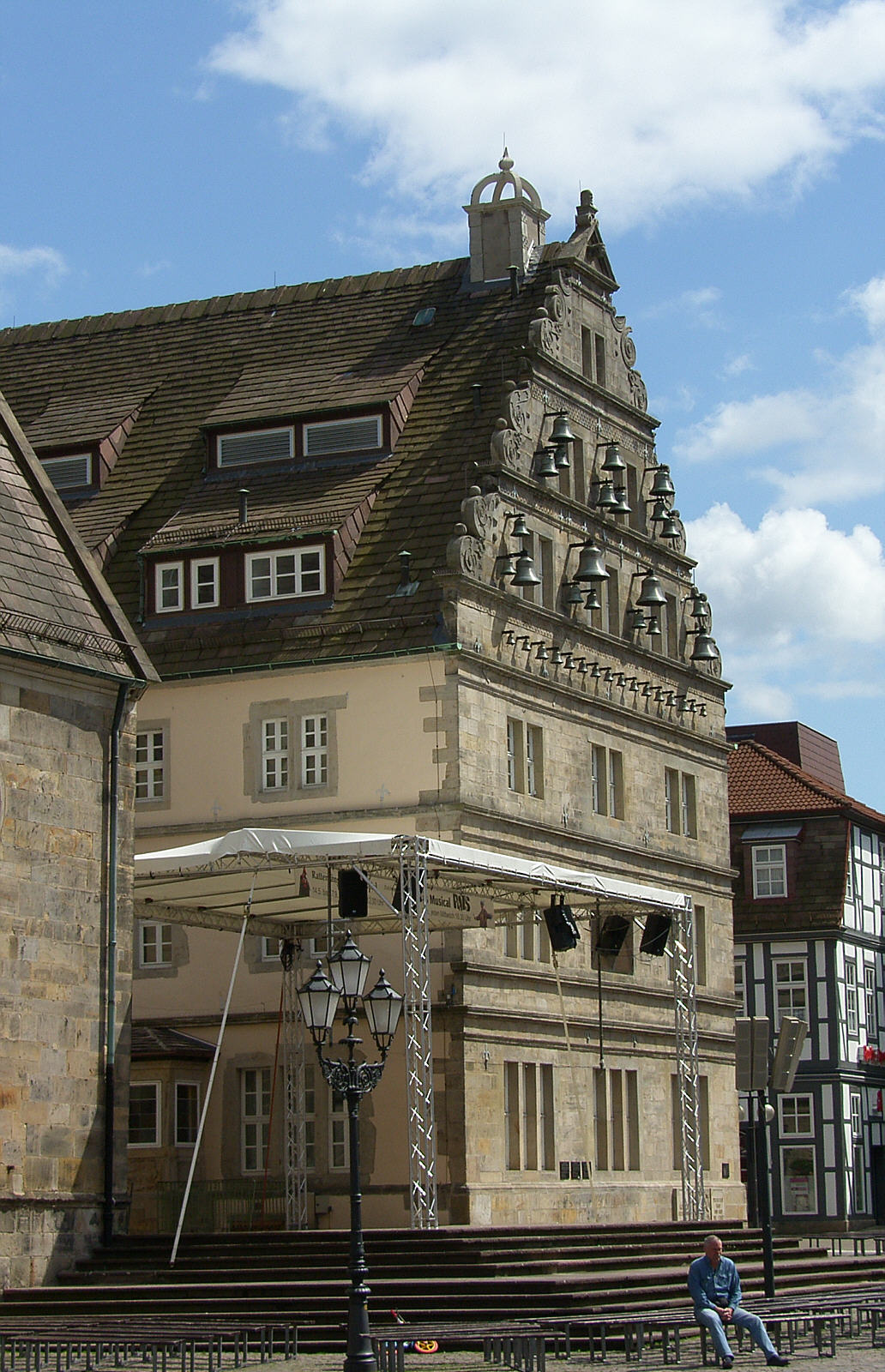
Hochzeitshaus mit Glockenspiel in Hameln

Hochzeitshäuser entstanden gegen Ende des Mittelalters und am Anfang der Neuzeit. Die großen Gebäude, die aus Fachwerk oder aus Stein errichtet wurden, waren zur Ausrichtung von Feierlichkeiten für Hochzeiten und Kindstaufen geplant und gebaut.  Derartige Feiern fanden zuvor in Bürgerhäusern oder Wirtshäusern oder auch im Rathaussaal statt (wie z. B. in Hann. Münden). Diese Räumlichkeiten wurden mit der Zeit jedoch zu klein, um alle Gäste großer Bürgerfamilien bei derartigen Festlichkeiten unterzubringen. So entstand mit den Hochzeitshäusern im ausgehenden Mittelalter in Städten eine Einrichtung, die etwa bis zum Dreißigjährigen Krieg ihre Blütezeit hatte und in ihrer Bedeutung mit  heutigen Bürgerhäusern bzw. Dorfgemeinschaftshäusern verglichen werden kann.
1564 entstand das Hochzeitshaus in Alsfeld als Ausdruck bürgerlichen Stolzes. Die Unterhaltung der Hochzeitshäuser erfolgte durch Nutzungsgebühren, die zum Beispiel in einer Hochzeitsordnung festgelegt waren. So wird z. B. im Jahre 1651 von einer derartigen Hochzeitsordnung in Fritzlar berichtet. Die Hochzeitsgesellschaft musste u. a. für die lange dauernden Feierlichkeiten, drei und mehr Tage, in barer Münze oder (und) in Naturalien bezahlen. In Fritzlar erhielten die Hochzeiter als Entgegenkommen die Erlaubnis, den Rest des Hochzeitsbiers, das nur zu diesem Zweck gebraut wurde, gegen Bezahlung an andere auszuschenken. 
Die Hochzeitshäuser waren reich ausgestattet mit Tafel- und Tischgeschirr, Zinn-, Kupfer- und anderem Küchengerät. Soweit sie erhalten sind, geben sie heute noch Zeugnis vom Wohlstand der bürgerlichen Gesellschaft im 16. und 17. Jahrhundert. Das fünfgeschossige Hochzeitshaus in Fritzlar (erbaut 1580–1590) ist mit seinem Grundriss von 33 × 12 Metern eines der größten Fachwerkhäuser Hessens, und das Hochzeitshaus von Hameln (1610–1670) in Niedersachsen ist ein reich ornamentiertes Steingebäude mit einer Längsfront von 43 Metern. Im nordhessischen Homberg (Efze) befindet sich heute das örtliche Heimatmuseum, und in Bremen fungierte das heutige Gewerbehaus der Handwerkskammer Bremen früher als Hochzeitshaus. Weitere Hochzeitshäuser befinden sich in Bamberg (1610–1612), Eschwege (1572) und Bensheim.
Im Polen des beginnenden 21. Jahrhunderts existieren in ländlichen Gebieten weiterhin vereinzelt Hochzeitshäuser. Auch dort spezialisieren sich die Restaurants auf die Ausrichtung von Familienfeiern wie Eheschließung, Taufe, Geburtstag oder Leichenschmaus.

Hochzeitshäuser
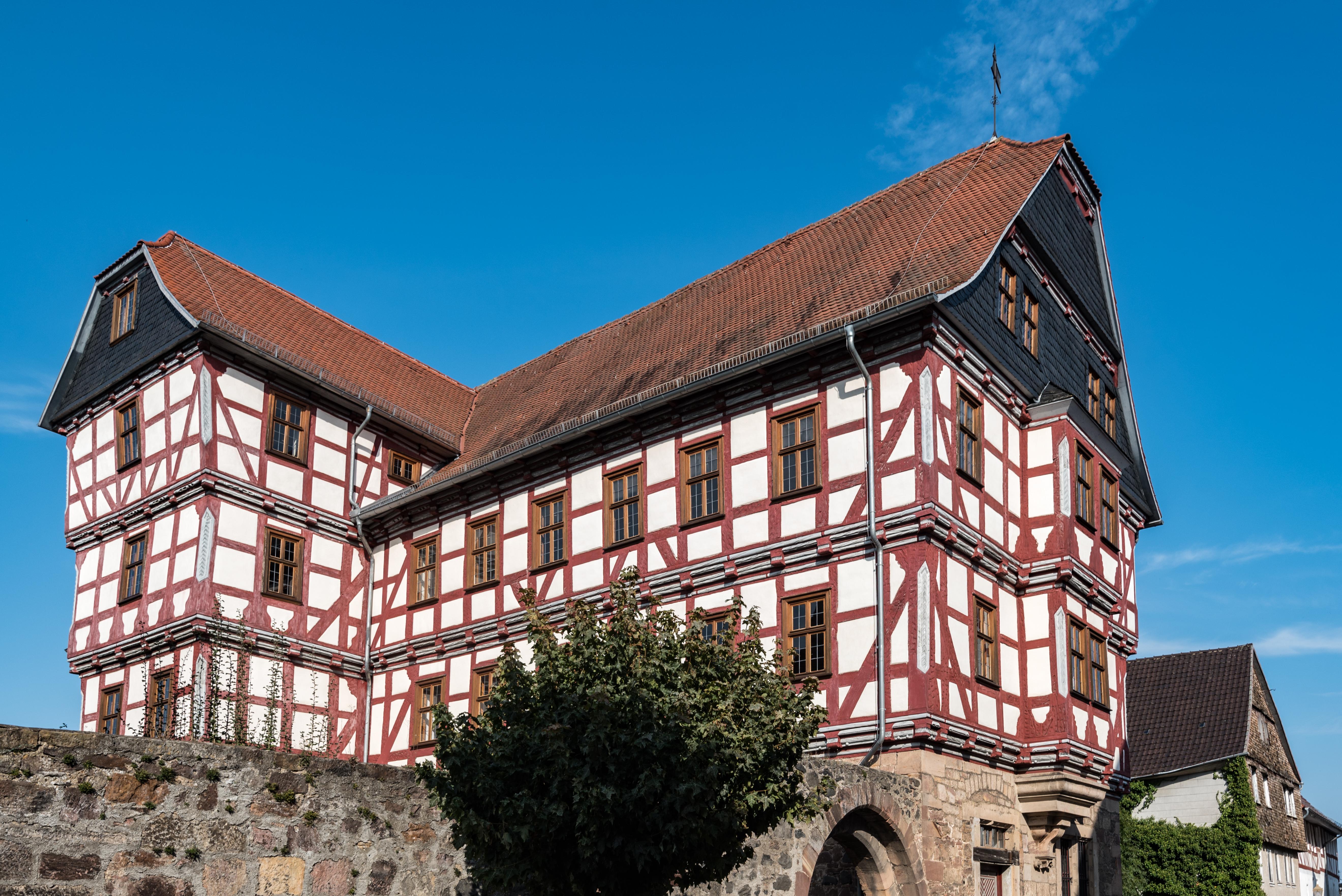
Hochzeitshaus Fritzlar, heute Regionalmuseum
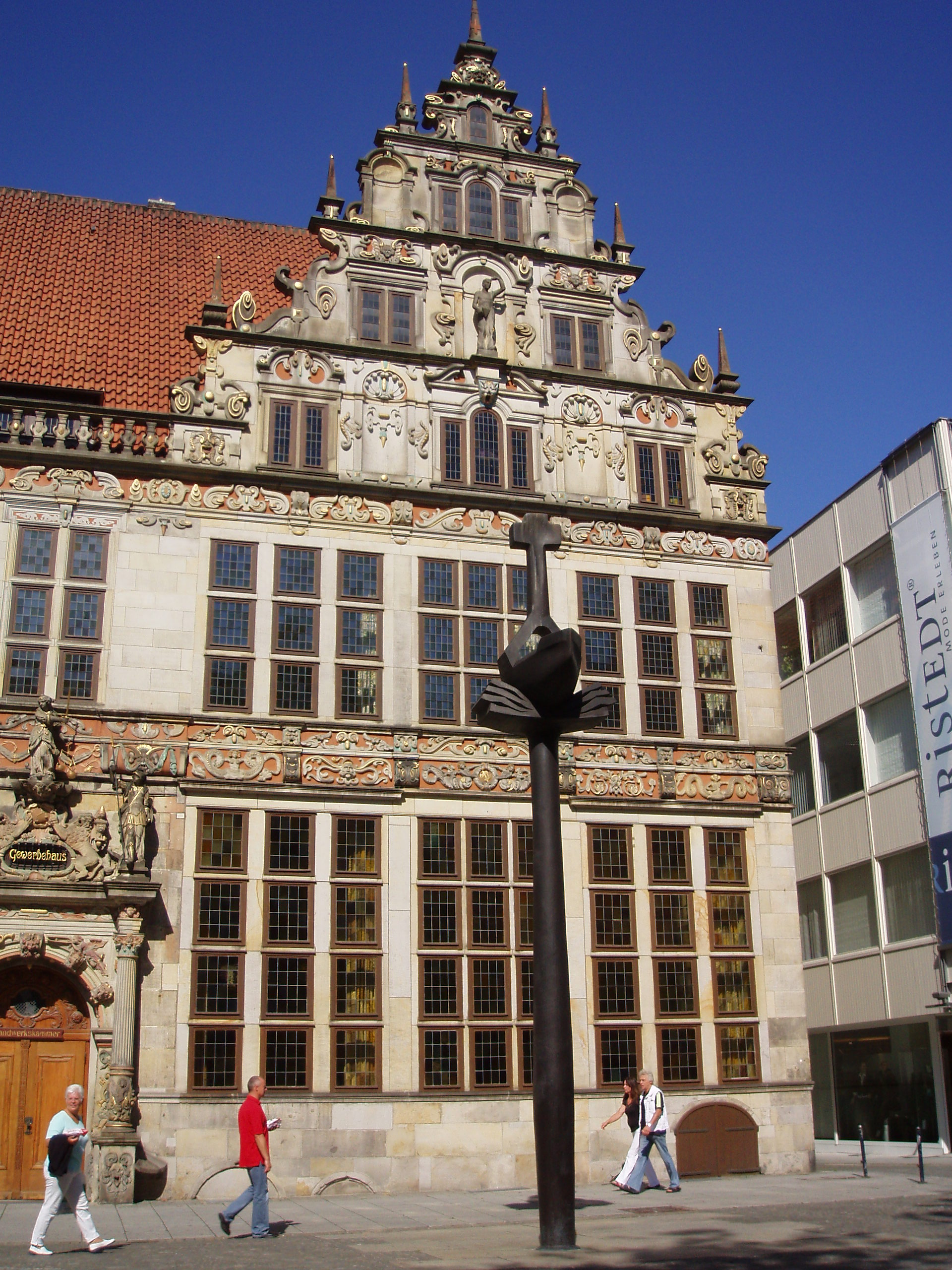
Ehemaliges Hochzeitshaus in Bremen
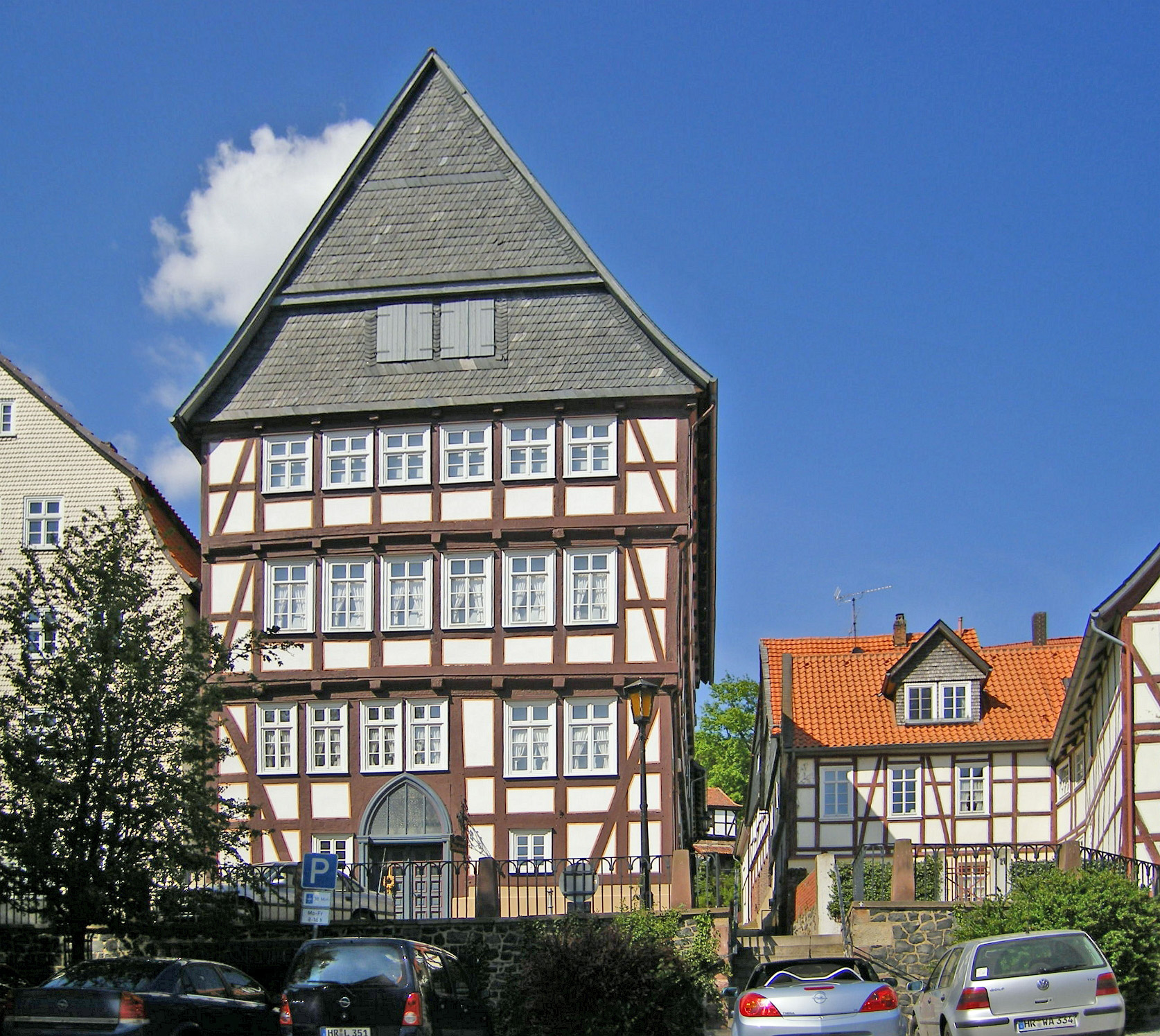
Hochzeitshaus in Homberg/Efze
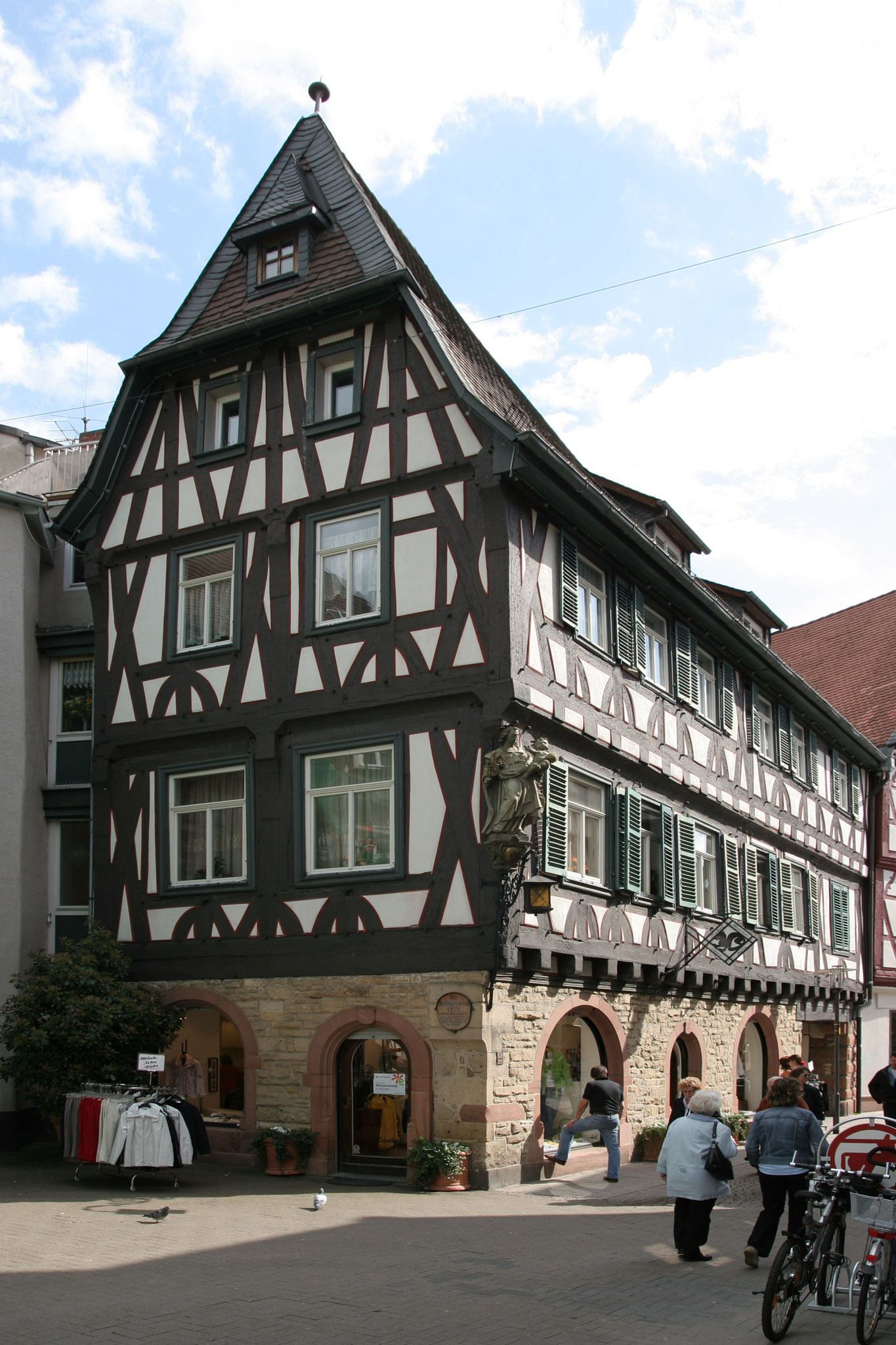
Hochzeitshaus in Bensheim
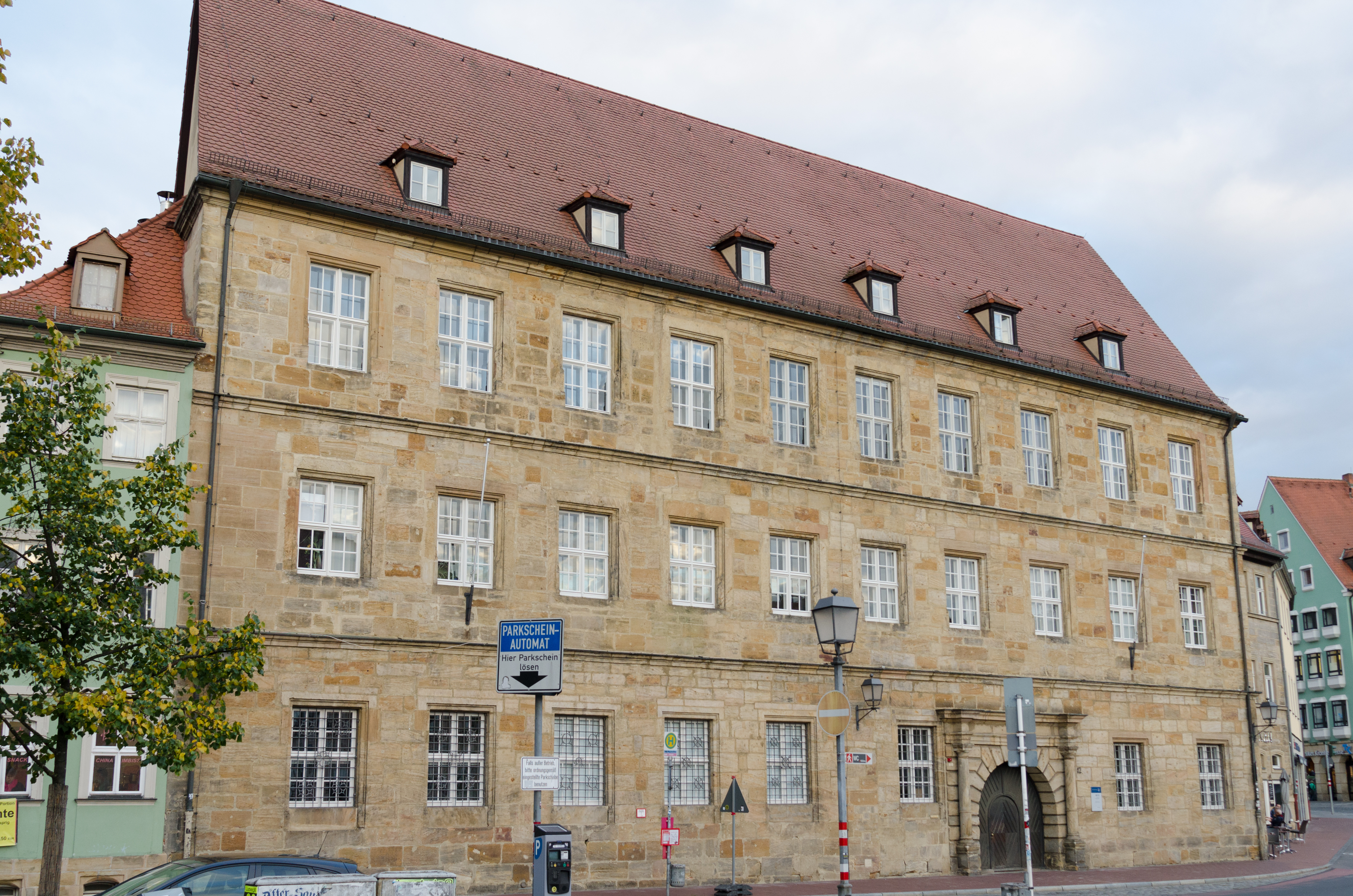
Hochzeitshaus in Bamberg
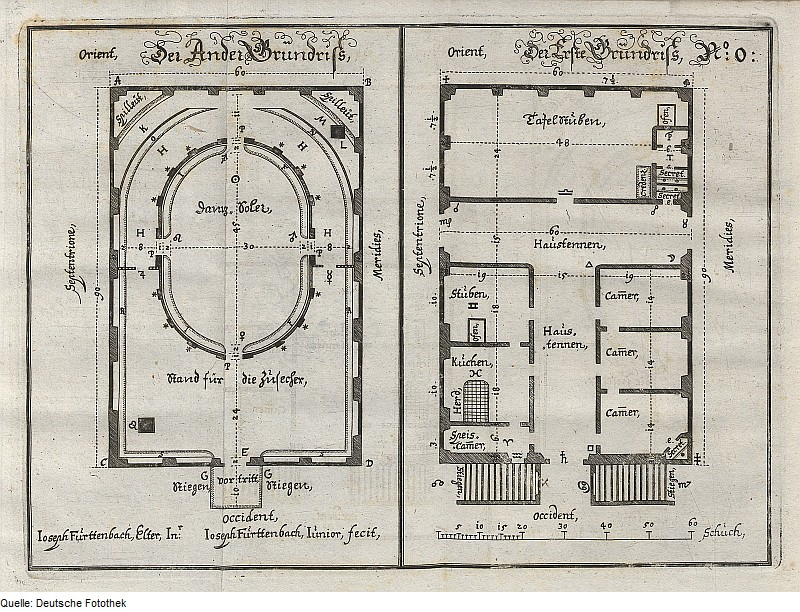
Zeitgenössischer Grundriss eines Hochzeitshauses